# Grammia b-atra
Grammia b-atra là một loài bướm đêm thuộc phân họ Arctiinae, họ Erebidae.